# بيخيس
بلدية بيخيس (بالإسبانية: Bejís)‏، هي إحدى بلديات مقاطعة كاستيلون التي تقع في منطقة بلنسية، في شرق إسبانيا.
يبلغ عدد سكانها 421 نسمة وفقاً لإحصائية سنة (2006).